# Sanoma Hearst România
Sanoma Hearst România (SHR) este o companie media din România, prezentă pe piața de publishing din anul 1999.
Publică revistele Cosmopolitan, Femeia, Femeia de azi, Beau Monde, FHM, Marie Claire, National Geographic, Casa și Grădina, Mami, Esquire, Harper's Bazaar, Story,
precum și 12 saituri de internet: mami.ro, parinti.com, miresici.ro, femeia.ro, cosmopolitan.ro, fhm.ro, casa-gradina.ro, natgeo.ro, marieclaire.ro, esquire.ro, story.ro, amsonline.ro.
Printre competitorii companiei se numără Edipresse AS România, Burda România și Ringier România.
Cifra de afaceri în 2008: 16,3 milioane Euro.

## Istoric
În decembrie 2007, SHR a cumpărat comunitatea miresici.ro, iar la data de 30 aprilie 2010, a lansat revista semestrială Miresici, la cererea utilizatoarelor forumului pentru mirese.
În aprilie 2010 SHR a achiziționat revista Auto Motor și Sport.
Din 7 martie 2014, compania își schimbă denumirea legală în Burda Media București, după ce Burda International a achiziționat toate activitățile Sanoma Hearst România.